# Friedrich Fabri
Pour les articles homonymes, voir Fabri.
Friedrich Fabri (né le 12 juin 1824 à Shweinfurth dans le royaume de Bavière et mort à Wurtzbourg le 18 juillet 1891) était un intellectuel et pasteur bavarois. Il fut l'un des théoriciens du colonialisme allemand.

## Biographie
Friedrich Fabri est né dans une famille de la haute-bourgeoisie intellectuelle allemande. Son grand-père était un professeur de géographie et sa grand-mère une pionnière de la médecine allemande.
Il fait des études à l'université d'Erlangen et à celle de Berlin. Il est influencé durant ses études par les théologiens issus du protestantisme et du catholicisme social. Après deux années de séminaire à Munich, il devient pasteur luthérien à Wurtzbourg en 1848.
Après avoir étudié le système colonial britannique et rédigé quelques articles sur le sujet, il est nommé en 1857 directeur de la Société des missions du Rhin, une organisation missionnaire protestante présente dans le sud de l'Afrique, à Bornéo et dans les Indes orientales.
Son soutien au développement des activités commerciales dans le Sud-Ouest africain l'amena à démissionner en 1884 de ses fonctions à la direction de la mission pour incompatibilité avec les activités religieuses de celle-ci.
Il décède en 1891.

## Idées
Le travail de Friedrich Fabri au sein de la société missionnaire l'amène à développer et motiver le concept de colonialisme. C'est à cette occasion qu'il rencontre Wilhelm Hubbe-Schleiden, un avocat et partisan du développement de la colonisation au bénéfice de l'Allemagne.
Au contraire des positions nationalistes de ce dernier et d'Heinrich von Treitschke, Fabri développe des thèses économiques et sociales justifiant l'expansion coloniale de l'État allemand. Son premier ouvrage de référence sur le sujet s'intitule Est-ce que l'Allemagne a besoin de colonies ?. Il paraît au moment où les États allemands connaissent une grande crise économique. Celle-ci, pour Fabbri, justifie une politique coloniale active de l'Allemagne qui permettrait d'écouler son excédent démographique et multiplierait ses débouchés commerciaux. Il déplorait que l'émigration allemande profite à des pays comme les États-Unis, le Canada ou les républiques boers et non à des territoires allemands d'outre-mer. L’ouvrage a contribué à déclencher un enthousiasme colonial au sein des milieux économiques, financiers, politiques, militaires et maritimes. Il se fit alors l'apôtre de la constitution des colonies allemandes dans les territoires encore non colonisés en Afrique et dans le Pacifique.
Le nom de Fabri fut associé à tous les partisans du colonialisme de cette période. Son influence fut importante et remontait jusqu'à Bismarck lui-même, avec qui, il entretenait une correspondance.